# S-Acilazione
La S-acilazione è la reazione di formazione di un legame tioestere tra due molecole, di cui una provvista di gruppo carbossilico e una provvista di gruppo tiolico.

La S-acilazione proteica è un sottotipo di S-acilazione attraverso cui una proteina si lega al carbossile di un'altra molecola tramite un residuo amminoacidico di cisteina.
Un importante tipo di S-acilazione proteica è la palmitoilazione, che promuove l'associazione di proteine a membrane lipidiche, come ad esempio la membrana plasmatica, l'apparato del Golgi o la membrana nucleare interna.